# Пирани, Эудженио
Эудже́нио Пира́ни (итал. Eugenio Pirani, также Эудженио Ди Пирани; 8 сентября 1852, Феррара — 12 января 1939, Берлин) — итальянский пианист, музыкальный педагог и композитор.
Учился в Болонском музыкальном лицее у Стефано Голинелли. В 1870 году поступил по конкурсу преподавателем в берлинскую Новую Академию музыки Теодора Куллака и провёл в Германии бо́льшую часть жизни. Одновременно с преподаванием Пирани совершенствовал своё пианистическое мастерство под руководством Куллака, а также изучал композицию у Фридриха Киля. В 1880 г. оставил преподавательскую деятельность и поселился в Гейдельберге, в 1895 г. вернулся в Берлин. Вместе с тем Пирани широко гастролировал в разных европейских странах, в том числе и в России; постоянно появлялся он и в Италии. Концертное турне 1902 г. в качестве аккомпаниатора американской певицы Альмы Уэбстер Пауэлл привело к тому, что в 1904 году Пирани отправился в США и выступил одним из учредителей Музыкального института Пауэлл и Пирани в Бруклине.
В композиторском наследии Пирани наибольшим успехом пользовались опера «Песнь ведьмы» (нем. Das Hexenlied; 1902, Прага), симфоническая поэма «В Гейдельбергском замке» (нем. Im Heidelberger Schloss), «Венецианские сцены» для фортепиано с оркестром. Кроме того, в США Пирани опубликовал серию очерков «Секреты успеха великих композиторов» (англ. Secrets of the success of great musicians).

## Семья
- Жена — Клара Шёнланк (Clara Schönlank, 1870—?).
  - Сын — немецкий физик Марселло Стефано Пирани (1880—1968).[4][5]